# Manlio Moro
Manlio Moro (né le 17 mars 2002 à Pordenone) est un coureur cycliste italien. Il participe à des compétitions sur route et sur piste. Il est notamment champion d'Europe de poursuite par équipes en 2023.

## Biographie
Manlio Moro est diplômé de l'Istituto di Istruzione Superiore Statale di Sacile e Brugnera en fabrication de meubles. Il vit à Azzano Decimo, dans la province de Pordenone. Son père est gérant d'une fabrique de meubles, sa mère est femme au foyer ; il a deux sœurs plus agées. 
Il commence la compétition cycliste en 2017. En 2020, il devient quadruple champion d'Italie sur piste juniors (17/18 ans), en poursuite individuelle, poursuite par équipes, course à l'américaine (avec Alessio Portello) et course à élimination. La même année, il participe aux championnats d'Europe juniors 2020 à domicile, à Fiorenzuola d'Arda, où il est médaillé de bronze de la poursuite individuelle et poursuite par équipes. Lors des championnats d'Europe espoirs de 2021 (moins de 23 ans), il obtient les mêmes médailles.
En 2022, il remporte plusieurs succès au niveau européen. Lors des championnats d'Europe espoirs, il est sacré champion d'Europe de poursuite par équipes avec Davide Boscaro, Mattia Pinazzi et Niccolo Galli. Il termine également troisième de la poursuite individuelle. Aux championnats d'Europe élites de Munich, il est également troisième de la poursuite, son premier podium à ce niveau. En fin d'année, il est vice-champion du monde de poursuite par équipes avec Jonathan Milan, Francesco Lamon, Filippo Ganna et Simone Consonni.
En février 2023, il devient champion d'Europe de poursuite par équipes avec Jonathan Milan, Francesco Lamon, Filippo Ganna et Simone Consonni.

## Palmarès sur piste

### Championnats du monde
| Édition / Épreuve              | Poursuite individuelle | Poursuite par équipes |
| Roubaix 2021                   | 7e                     |                       |
| Saint-Quentin-en-Yvelines 2022 |                        | Argent                |
| Glasgow 2023                   |                        | Argent                |

### Coupe des nations
- 2023
  - 2e de la poursuite par équipes à Milton
- 2024
  - 3e de la poursuite par équipes à Adélaïde

### Championnats d'Europe
| Édition / Épreuve                 | Poursuite individuelle | Poursuite par équipes | Course aux points | Américaine |
| Fiorenzuola d'Arda 2020 (juniors) | Bronze                 | Bronze                |                   |            |
| Apeldoorn 2021 (espoirs)          | Bronze                 | Bronze                |                   |            |
| Granges 2021                      | 8e                     |                       |                   |            |
| Anadia 2022 (espoirs)             | Bronze                 | Or                    | 5e                | 5e         |
| Munich 2022                       | Bronze                 | 8e                    |                   |            |
| Granges 2023                      | 7e                     | Or                    |                   |            |
| Cottbus 2024 (espoirs)            | Argent                 | Or                    |                   |            |

### Championnats d'Italie
- 2020
  -  Champion d'Italie de poursuite juniors
  -  Champion d'Italie de poursuite par équipes juniors
  -  Champion d'Italie de course à l'américaine juniors
  -  Champion d'Italie de course à élimination juniors
- 2022
  -  Champion d'Italie de poursuite
  -  Champion d'Italie de poursuite par équipes

## Palmarès sur route

### Par années
- 2019
  - Gran Premio Eccellenze Valli del Soligo (contre-la-montre par équipes)
- 2021
  - Coppa Città di Bozzolo
  - 2e du Circuito Di Orsago
- 2022
  - Coppa Citta di Castiglion Fiorentino
  - Gran Premio Scuderia Rossa
  - Trofeo Menci Spa
- 2023
  - Coppa Citta di Castiglion Fiorentino
  - Coppa del Mobilio (contre-la-montre)
  - 2e du championnat d'Italie du contre-la-montre par équipes espoirs
  - 3e du Giro delle Due Province

### Classements mondiaux
| Année                                 | 2022  | 2023  |
| ------------------------------------- | ----- | ----- |
| Classement mondial                    | 2288e | 1251e |
| UCI Europe Tour                       | 1436e | nc    |
|                                       |       |       |
| Légende : nc = non classéSource : UCI |       |       |